# مجموعة المراقبة العسكرية التابعة للأمم المتحدة بين إيران والعراق

العراق (البرتقالي) وإيران (الأخضر)

مجموعة المراقبة العسكرية بين إيران والعراق (UNIIMOG) هي لجنة تابعة للأمم المتحدة أنشأها مجلس الأمن التابع للأمم المتحدة أثناء الحرب بين إيران والعراق بموجب القرار 619 المؤرخ 9 أغسطس 1988. كان انسحاب قوات المجموعة في عام 1991 بمثابة النهاية الرسمية للحرب الإيرانية العراقية.

## بيان المهمة
كان هدفها مراقبة الهدنة التي تمت بين الطرفين منذ أغسطس 1988 والتي تم رسمها في أعقاب قرار مجلس الأمن 598 المؤرخ 20 يوليو 1987. قام ممثل شخصي للأمين العام للأمم المتحدة بتأمين تنفيذ قرار الأمم المتحدة، ووقف العميد أنعم خان، من بنغلاديش، كأعلى مراقب عسكري على كلا الجانبين.
وفقًا للأمم المتحدة، "تم إنشاء UNIIMOG في أغسطس 1988 للتحقق من وقف إطلاق النار وتأكيده والإشراف عليه وسحب جميع القوات إلى الحدود المعترف بها دوليًا، ريثما يتم التوصل إلى تسوية شاملة. تم إنهاء UNIIMOG في فبراير 1991 بعد أن سحبت إيران والعراق قواتهما بالكامل إلى الحدود المعترف بها دوليًا."

## البلدان المعنية
تم نشر القوات من قبل الأرجنتين، وأستراليا، وبنغلاديش، والدنمارك، وفنلندا، وغانا، والهند، وإندونيسيا، وأيرلندا، وإيطاليا، وجمهورية يوغوسلافيا الاشتراكية الاتحادية، وكندا، وكينيا، وماليزيا، ونيوزيلندا، والنرويج، والنمسا، وبيرو، وبولندا، وزامبيا، والسويد، والسنغال، وتركيا المجر، والأوروغواي.
توفي أحد الأفراد العسكريين خلال مهمة UNIIMOG.

## وصلات خارجية
- وصف UNIIMOG من موقع الأمم المتحدة